# Abzac (Gironda)
Abzac és un municipi francès, situat al departament de la Gironda i a la regió de la Nova Aquitània. És un dels municipis situats al País Gavai o Gavacheria, que tot i trobar-se geogràficament a Occitània és de parla oïl (saintongesa). La població d'Abzac es distribueix entre el burg principal i 12 nuclis: Tripoteau, Sorillon, Vacher/Beaulieu, Penot, Port du Mas, La Cathelonne, Rochereau, La Coudrey, Barraud, Piron, Les Hillaires i Les Arnauds.

## Demografia
| Evolució de la població |       |       |       |       |       |       |       |       |
| 1793                    | 1800  | 1806  | 1821  | 1831  | 1836  | 1841  | 1846  | 1851  |
| 1.354                   | 1.370 | 1.282 | 1.383 | 1.520 | 1.511 | 1.503 | 1.521 | 1.505 |

| 1856  | 1861  | 1866  | 1872  | 1876  | 1881  | 1886  | 1891  | 1896  |
| ----- | ----- | ----- | ----- | ----- | ----- | ----- | ----- | ----- |
| 1.464 | 1.398 | 1.341 | 1.362 | 1.463 | 1.620 | 1.585 | 1.606 | 1.626 |

| 1901  | 1906  | 1911  | 1921  | 1926  | 1931  | 1936  | 1946  | 1954  |
| ----- | ----- | ----- | ----- | ----- | ----- | ----- | ----- | ----- |
| 1.596 | 1.565 | 1.509 | 1.433 | 1.504 | 1.444 | 1.485 | 1.363 | 1.399 |

| 1962  | 1968  | 1975  | 1982  | 1990  | 1999  | 2006  | 2011 | 2016 |
| ----- | ----- | ----- | ----- | ----- | ----- | ----- | ---- | ---- |
| 1.452 | 1.474 | 1.426 | 1.475 | 1.472 | 1.598 | 1.704 | -    | -    |

| 2019 | - | - | - | - | - | - | - | - |
| ---- | - | - | - | - | - | - | - | - |
| -    | - | - | - | - | - | - | - | - |

## Administració
| Període | Identitat            | Partit        |
| ------- | -------------------- | ------------- |
| 2001-   | Jean-Louis d'Anglade | Divers droite |

## Patrimoni i llocs d'interès
- Chateau d'Abzac, residència de la família d'Anglade, inscrit com a monument històric l'any 1980. Edificat el segle xvi sobre una antiga fortalesa medieval, amb vinyes que travessen Pomerol fins a Saint-Émilion.
- Església de Saint-Pierre, construïda el s. XII i restaurada el s. XIX, inscrita com a monument històric el 1925.
- Manufactura d'Abzac, edificada sobre la base d'un molí d'aigua del s.XVI i ampliada el segle xviii.

## Agermanaments
- Cadalso de los Vidrios